# Joseph Corda
Pour les articles homonymes, voir Corda.
Joseph Corda , né le 26 novembre 1773 de Sébastien Corda et d'Anne-Catherine Liénard à Belrupt-en-Verdunois (Lorraine), mort le 16 novembre 1843 à Saint-Nicolas d'Acy, actuelle commune de Courteuil, est un général français de la Révolution, de l’Empire et du Royaume de France.

## Début de carrière
Il entre en qualité d'élève sous-lieutenant à l'École d'application de l'artillerie établie à Châlons-sur-Marne le 1er septembre 1792, à la suite des examens que lui fit passer Pierre-Simon de Laplace. Il quitte cette école le 31 mai 1793 et débute comme lieutenant en second à la 14e compagnie du 7e régiment d'artillerie à pied le 18 juin 1793 attachée à l'une des divisions de l'armée du Nord que commandait le général Houchard, et passe lieutenant au même régiment le 13 novembre suivant.
Corda se rendit ensuite au camp d'Arleux et assista aux combats d'Orchies et de Marchiennes. Il est nommé lieutenant en premier le 15 novembre 1793 et passe à l'armée de Moselle. Après la malheureuse affaire de Kaiserslautern où il fut blessé en mai 1794. Corda participa à la reprise de cette importante position, à la suite du combat de Stripstadt. La division dont il commandait l'artillerie se dirigea vers Trèves puis marcha vers Luxembourg pour contribuer à en faire le siège. Après la capitulation de cette place, Corda s'occupa activement à organiser l'équipage de siège pour Ehrenbreitstein, auquel il fut attaché en qualité de capitaine en second le 1er juillet 1795. Le jeune capitaine Corda aura appartenu successivement à l'armée de Sambre-et-meuse, à celle du Rhin et participa au siège et aux divers blocus de Ehrenbreitstein. Après cela, il eut pour mission de mettre la place d'Ehrenbreitstein dans un meilleur état de défense en y ajoutant de nouveaux armements. Son esprit observateur et inventif lui permit d'imaginer, pour les obusiers à longue portée et les canons de 24 livres, de nouveaux systèmes de charge et modes de chargement qui, par leur simplicité et leur économie, apportèrent plus de justesse dans leur tir, des portées plus grandes et une augmentation de la durée des pièces.
Nommé Capitaine de 1re classe en 1802, Corda fut chargé de la formation et de l'organisation de la 13e compagnie d'ouvriers d'artillerie qu'il forma et organisa à Metz.

## Premier Empire
Il prit, de 1803 à 1804, la part la plus active aux préparatifs pour l'expédition d'Angleterre. Promu chef de bataillon à Rennes le 19 septembre 1805, Corda rejoint en 1806 le corps de l'armée du général Masséna en Italie (8e corps) dans laquelle il s'occupa de l'armement de la place de Mantoue. Il dirigea l'artillerie au siège de Gaète en 1806; au cours de ce dernier, il fut atteint d'une légère blessure et se fit remarquer si bien qu'il reçut la croix de la Légion d'honneur.
L'année suivante, Corda rejoignit la Grande Armée où il fit partie de l'état-major d'artillerie chargé à Custrin de réapprovisionner l'artillerie de l'armée avec les poudres et les projectiles pris à l'ennemi. Il s'acquitta en un mois de cette mission, rendue délicate par la nécessité d'obtenir, grâce au système de charge qu'il imagina, l'utilisation des boulets prussiens et saxons, trop faibles pour les calibres des pièces de campagne dont il disposait.
Désormais attaché à l'état-major de l'artillerie du corps de d'armée commandé par le maréchal Lefebvre qui était chargé de s'emparer de Danzig contrôlé par la garnison prussienne et russe, Corda participa activement au siège de cette place pendant laquelle il fut blessé à la tête. Lorsque Danzig capitula le 24 mai 1807 et que les français s'en emparèrent, Corda eut pour mission de recevoir l'artillerie ennemie. En récompense de ses qualités spéciales dont il avait fait preuve durant le siège, Corda fut nommé Colonel le 6 juin 1807 et passa chef de l'artillerie au 6e corps de la Grande Armée. Quelques jours plus tard il assistait à la bataille de Friedland.
Par décret du 19 mars 1808, Corda était créé baron avec une dotation de quatre mille francs.
Appelé à la direction à Metz le en juin 1808, quelques mois lui suffirent pour réapprovisionner cette place où se pourvurent les corps d'armée rentrés de Pologne qui se rendaient en Espagne. C'est à l'Arsenal de Metz que furent constitués ensuite, en grande partie, les approvisionnements qui devaient servir à ravitailler l'armée qui entreprit la campagne d'Autriche. C'est aussi à cette époque que s'opérèrent divers perfectionnements auxquels il contribua, entre autres la suppression des culots d'obus. Il fut désigné directeur des parcs d'artillerie de l'armée qui se formait précocement à Anvers pour repousser l'expédition anglaise qui s'était emparée de Flessingue en août 1809 après l'expédition de Walcheren. Le matériel de l'artillerie de campagne et un équipage de siège furent rapidement organisés et Corda prit commandement de l'artillerie au siège de Flessingue, que les Anglais durent abandonner le 25 décembre. Après l'évacuation de la place, il s'occupa de la réarmer de façon à résister plus efficacement tant du côté mer que terre.
Promu au grade de général de brigade le 6 novembre 1810, il eut d'abord, en cette qualité, le commandement de l'artillerie du gouvernement des îles Ioniennes, à Corfou de 1810 à 1812. Dans ce poste éloigné, il sut faire preuve des qualités d'organisateur et d'administrateur qui l'avaient fait remarquer partout où il avait servi. Afin de prendre le commandement l'artillerie du 4e corps de la Grande Armée en formation à Vérone, il quitta Corfou sur une barque qu'une frégate anglaise mitrailla et captura le 14 février 1813. Il fut ensuite conduit à Malte, comme prisonnier de guerre. Corda sut se concilier l'estime des habitants et des autorités de Città-Vecchia où il fut interné, ce qui le sauva, ainsi que ses compagnons de captivité, du massacre dont ils furent menacés par des habitants de l'île, lorsque la peste s'y déclara en 1814.
À la suite du traité signé entre la France et les puissances coalisées, Corda rentra en France le 15 juin 1814. Le 1er novembre suivant, on lui donna le commandement de l'école d'artillerie de Toulouse. Lors du retour de Napoléon de l'île d'Elbe, la fermeté de sa conduite lui valut la menace d'être jeté en prison par ceux qui poussaient alors au désordre et aux vengeances politiques. Resté à son poste durant les Cents Jours et chargé du commandement de l'artillerie du corps d'armée des Pyrénées, Corda donna beaucoup de soin à l'instruction des troupes, au maintien de la discipline et à l'organisation des équipages de campagne. Après le départ de la garnison de Toulouse, à la suite du licenciement de l'armée de la Loire, le général Corda sut par sa fermeté empêcher le pillage de l'arsenal et assurer le maintien de l'ordre jusqu'à l'arrivée du Maréchal Pérignon.

## Seconde Restauration
Louis XVIII le fit chevalier de Saint-Louis le 29 juillet 1815, et officier de l'ordre royal de la Légion d'honneur le 17 octobre suivant.
Il passa, le 6 février 1816, au commandement de l'école régimentaire d'artillerie à Auxonne, qui commençait à peine à se relever de ses ruines. Il sut faire le nécessaire pour la remettre en état. En juillet de la même année, lors de la bénédiction des drapeaux, inspiré par la présence du duc d'Angoulême qui assistait à cette cérémonie, il adressa au régiment d'Auxonne un discours qui fut suivi des plus vives acclamations. On trouve, dans le Moniteur du 22 août 1817, un article sous la rubrique de Dijon, dans lequel il est dit que le gouverneur de la 18e division militaire, après avoir assisté aux exercices de l'école d'artillerie d'Auxonne, témoigne sa satisfaction de la bonne direction donnée à cette école par le général-baron Corda.
Le Comité d'artillerie obtint, en 1819, de faire exécuter à La Fère des expériences comparatives sur des canons en rapport avec le nouveau système de charge à l'égard de la durée du service des pièces imaginé précédemment par le Baron Corda. Il fut nommé président de la commission chargée de diriger ces épreuves qui eurent lieu en 1820 et 1821. Les résultats obtenus et les conséquences utiles au service qui en ressortirent, firent époque dans l'artillerie.
Corda entra au Comité d'artillerie en 1821, où il fut chargé de deux inspections générales consécutives, dont l'une d'elles, en 1823, le conduisit à la frontière des Pyrénées-Orientales où se trouvaient les troupes d'artillerie destinées à la guerre d'Espagne. Corda ne put y prendre part, et comme dédommagement, on lui donna une nouvelle inspection de haute importance: l'armement des places de guerre et des armées pour la défense des frontières de l'Est, du Nord et de l'Océan.  Décoré de la croix de commandeur de la Légion d'honneur le 1er mai 1821, il est appelé à siéger au comité d'artillerie comme membre le 13 mars 1822, puis comme adjoint du 22 décembre 1824 à fin 1828. Corda devint successivement membre de deux commissions de perfectionnement des bouches à feu et du matériel du nouveau modèle, puis, par ordonnance du 14 janvier 1824, inspecteur des arsenaux. Il était membre du jury d'examen de l’École d'application de l'artillerie et du génie, du 16 novembre 1827 au 28 octobre 1834, lorsqu'il fut appelé le 25 décembre 1830 à reprendre le commandement de l’école d’artillerie de Toulouse. 

## Monarchie de Juillet
Absent lors des évènements de Juillet 1830 (Trois Glorieuses), Corda rentra et offrit ses services au nouveau gouvernement.
Promu lieutenant-général par Louis-Philippe Ier le 12 août 1831, Corda revint prendre place au Comité d’artillerie et ne cessera d'être employé de 1832 à 1839 comme inspecteur général d'arme. En 1840, arrivé à la limite d'âge, le lieutenant-général Corda fut finalement placé dans le cadre de la 2e section de réserve de l’état-major général de l’armée le 31 janvier 1840.

## Fin
Le Baron Joseph Corda mourut dans son domicile à Saint-Nicolas d'Acy, près de Senlis, le 16 novembre 1843 à 9h et demi, à l'âge de 69 ans.
Une rue porte son nom à Belrupt-en-Verdunois.

## Décorations
- Légion d'honneur :
  - Légionnaire le 4 janvier 1807, puis,
  - Officier par ordonnance royale du 17 octobre 1814, puis,
  - Commandeur de la Légion d'honneur le 1er mai 1821.
- Chevalier de Saint-Louis par ordonnance royale du 29 juillet 1814.
- Commandeur de l'Ordre militaire de Bade.

## Armoiries
| Figure | Blasonnement |
|        | Armes du baron Corda et de l'Empire (décret du 19 mars 1808, lettres patentes du 7 juin 1808 (Bayonne)). Parti le premier coupé d'argent à un fort de sable terrassé de même, battu par une mer d'azur et d'or à une épée en pal d'azur entourée d'une branche de laurier de sinople, le deuxième de gueules chargé en chef du quartier de barons sortis de l'armée et en pointe d'un mortier d'or sur son affût accompagné de bombes de même., Ou, Écartelé : au 1, d'argent, à un fort de sable, terrassé du même, battu par une mer d'azur ; au 2 du quartier des Barons militaires de l'Empire ; au 3, d'or, à une épée d'azur, environnée d'une branche de laurier de sinople; au 4, de gueules, au mortier d'or sur son affût, acc. de bombes du même., Livrées : aux couleurs de l'écu, le verd dans les bordures seulement. |